# Музга
 Тази статия е за селото в България.  За селото в Гърция вижте Музга (дем Драма).  
Му̀зга е село в Северна България, Община Габрово, област Габрово.

## География
Село Музга се намира на около 14 km запад-северозападно от центъра на град Габрово и 15 km юг-югоизточно от Севлиево. Разположено е в северните подножия на Черновръшкия рид, в долината на река Липа, десен приток на река Росица. През Музга минава третокласният републикански път III-4404, на изток водещ през селата Дебел дял и Трънито към Габрово, а на север към село Гъбене и връзка с третокласния републикански път III-4402. В границите на Музга път III-4402 е и негова главна улица. Надморската височина в центъра на селото при кметството е около 315 m. По долинните склонове надморската височина нараства на места – на запад до 370 m, а на изток до 350 m. На пътя при влизането в селото от юг височината е около 350 m, а към излизането на север намалява до около 310 m.
Населението на село Музга, наброявало 638 души при преброяването към 1934 г. и намаляло до 115 към 1992 г., наброява 66 души (по текущата демографска статистика за населението) към 2019 г.

## История
През 1978 г. дотогавашното населено място махала Музга придобива статута на село..
В Държавния архив Габрово се съхраняват документи на/за Начално училище – с. Музга, Габровско от периода 1925 – 1970 г.

## Население
Преброяване на населението през 2011 г.
Численост и дял на етническите групи според преброяването на населението през 2011 г.:
|                     | Численост | Дял (в %) |
| Общо                | 119       | 100,00    |
| Българи             | 115       | 96,63     |
| Турци               | 0         | 0,00      |
| Цигани              | 0         | 0,00      |
| Други               | 0         | 0,00      |
| Не се самоопределят | 0         | 0,00      |
| Неотговорили        | 4         | 3,36      |

## Забележителности
През Музга минават:
– Маршрутът към Осеникова поляна – лобното място на Митко Палаузов;
– Пътят на четата на Цанко Дюстабанов, който всяка година ентусиасти преминават в организиран поход, наречен „По стъпките на Цанко Дюстабанов“; походът към 2012 г. е провеждан 11 пъти; районът е много богат на всякакви видове билки и много видове гъби.

## Редовни събития
Събор на селото на Петдесетница.